# Mount Kowalczyk
Mount Kowalczyk ist mit 1690 m der höchste Berg der Denton Hills im ostantarktischen Viktorialand. Er ragt 1,5 km südlich des Goat Mountain am Kopfende des Hobbs-Gletschers auf.
Kartiert wurde er von Teilnehmern der Terra-Nova-Expedition (1910–1913) unter der Leitung des britischen Polarforschers Robert Falcon Scott. Das Advisory Committee on Antarctic Names benannte ihn 1964 nach Chester Kowalczyk, langjähriger Leiter der Photogrammetrie-Abteilung des Naval Oceanographic Office der United States Navy und dabei verantwortlich für die Ausarbeitung von Kartenmaterial zur Antarktis.